# Астерікс і Обелікс: Поєдинок вождів
«Астерікс і Обелікс: Поєдинок вождів» (фр. Astérix & Obélix : Le Combat des Chefs) — випустив французький 3D-мультсеріал про пригоди Гала Астерікса. Це має бути адаптація коміксу «Поєдинок вождів» Ґосінні і Удерзо. Режисером буде Ален Шаба (режисер і сценарист фільму «Астерікс і Обелікс: Місія Клеопатра»).
Прем’єра серіалу запланована на Netflix 30 квітня 2025 року.

## Сюжет
Отримавши удар менгіром по голові, Панорамікс втрачає пам'ять і не може приготувати зілля, який надає галльському селу надлюдської сили. Це не єдина проблема, з якою стикаються Астерікс та його друзі – вождь сусіднього села викликає Абраракурсікса на дуель.

## Актори озвучення
- Ален Шаба — Астерікс
- Жиль Лелуш — Обелікс
- Тьєррі Лермітт — Панорамікс
- Грегуар Лудіг — Абраракурсікс
- Джеральдін Накаш — Боньмінь, дружина Абраракурсікса
- Лоран Лафітт — Юлій Цезар
- Александр Астьє — Ордралфабетікс
- Грегорі Гадебуа
- Анаїс Демустьє
- Жером Коммандер